# Mercedes-Benz World

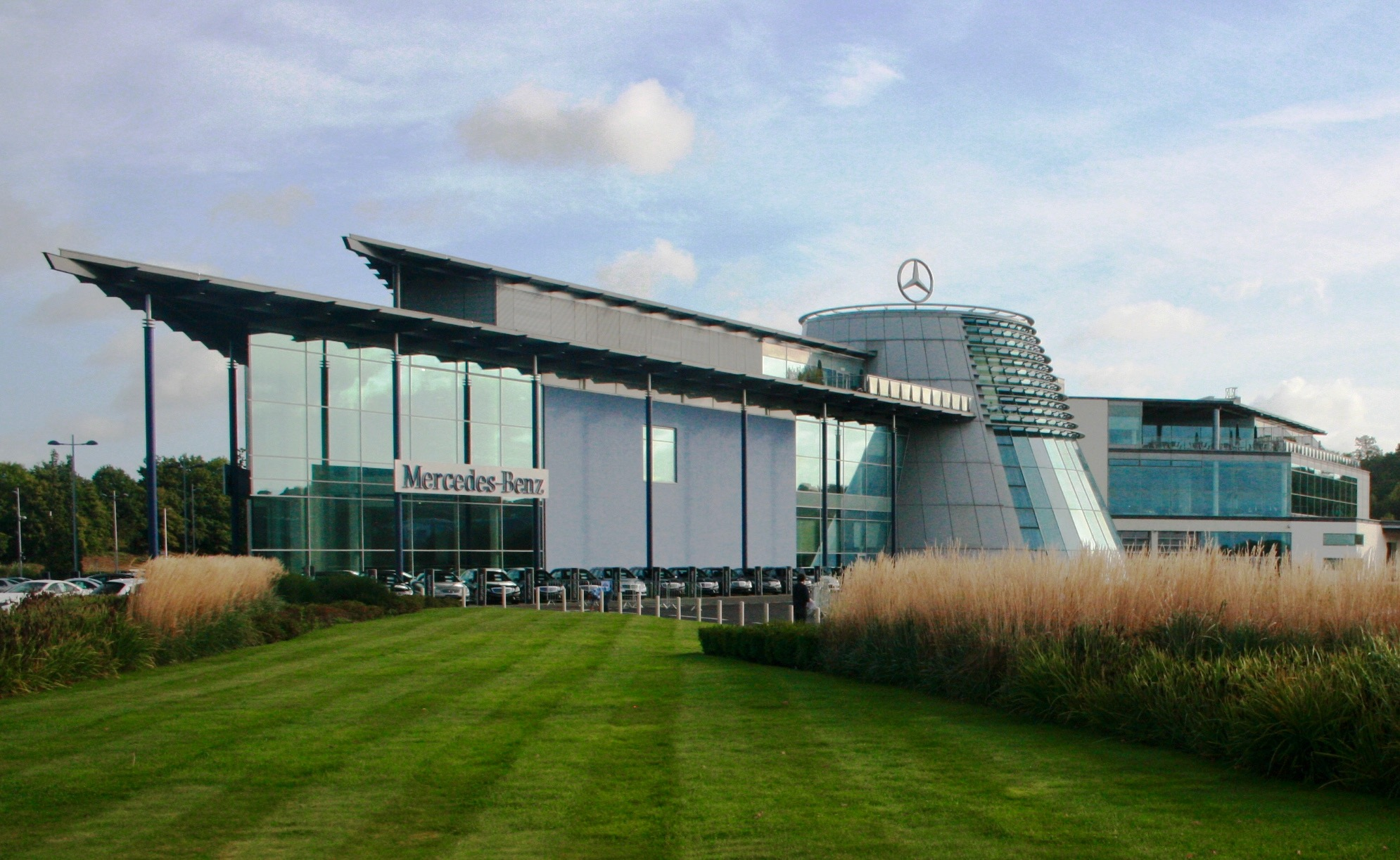
Frente del Mercedes-Benz World.

El Mercedes-Benz World es una instalación automovilística en el antiguo circuito de Brooklands situado en Weybridge, condado de Surrey, Reino Unido. Se inauguró el 29 de octubre de 2006.
Mercedes-Benz World ofrece cinco cursos avanzados para el aprendizaje de habilidades conductivas y probar nodelos de Mercedes-AMG. Mercedes-Benz World ofrece clases de conducir a personas de más de 1,5 m de altura. Esto significa que los niños tan jóvenes como de 8 años pueden conducir por la parte de original del circuito de Brooklands.
El edificio se distribuye en tres plantas con más de 100 vehículos en exhibición, incluyendo un Mercedes-Benz 300 SL, así como el Mercedes-Benz SLR McLaren.
Arriva West Surrey Guildford proporciona un servicio de autobús contratado por Mercedes-Benz World para las estaciones de tren Weybridge y Woking.